# Сверление
Сверле́ние — вид механической обработки материалов резанием, при котором с помощью специального вращающегося режущего инструмента (сверла) получают отверстия различного диаметра и глубины, или многогранные отверстия различного сечения и глубины.

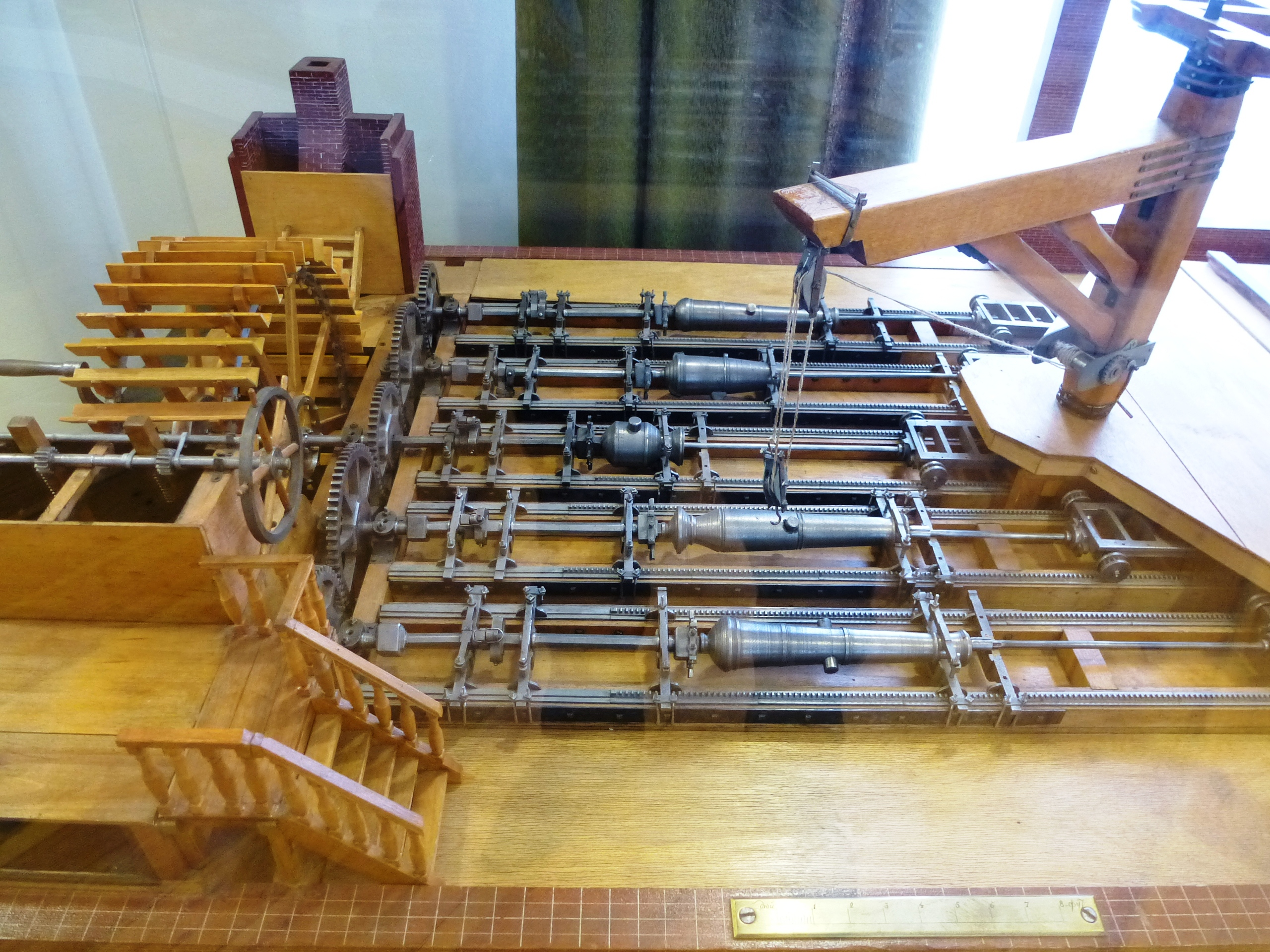
Модель цеха сверления пушек, XVIII век

## Назначение сверления
Сверление — необходимая операция для получения отверстий в различных материалах при их обработке, целью которой является:
- Изготовление отверстий под нарезание резьбы, зенкерование, развёртывание или растачивание.
- Изготовление отверстий (технологических) для размещения в них электрических кабелей, анкерных болтов, крепёжных элементов и др.
- Отделение (отрезка) заготовок из листов материала.
- Ослабление разрушаемых конструкций.
- Закладка заряда взрывчатого вещества при добыче природного камня. для сверления используется сверло.

## Станки и инструменты для выполнения сверления

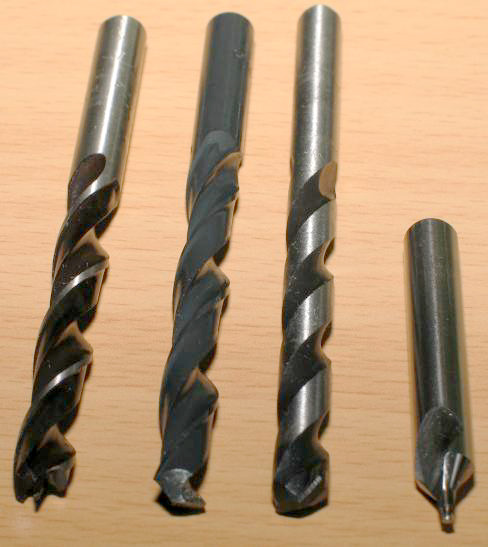
Свёрла

Сверление цилиндрических отверстий, а также сверление многогранных (треугольных, квадратных, пяти- и шестигранных, овальных) отверстий выполняют с помощью специальных режущих инструментов — свёрл. Свёрла в зависимости от свойств обрабатываемого материала изготавливаются нужных типоразмеров из следующих материалов:
- Углеродистые стали (У8, У9, У10, У12 и др): Сверление и рассверливание дерева, пластмасс, мягких металлов.
- Низколегированные стали (Х, В1,9ХС,9ХВГ и др): Сверление и рассверливание дерева, пластмасс, мягких металлов. Повышенная по сравнению с углеродистыми теплостойкость (до 250 °C) и скорость резания.
- Быстрорежущие стали (Р9, Р18, Р6М5, Р9К5 и др): Сверление всех конструкционных материалов в незакалённом состоянии. Теплостойкость до 650 °C.
- Свёрла, оснащенные твёрдым сплавом, (ВК3, ВК8, Т5К10, Т15К6 и др): Сверление на повышенных скоростях незакалённых сталей и цветных металлов. Теплостойкость до 950 °C. Могут быть цельными, с напайными пластинами, либо со сменными пластинами (крепятся винтами)
- Свёрла, оснащённые боразоном: Сверление закалённых сталей и белого чугуна, стекла, керамики, цветных металлов.
- Свёрла, оснащённые алмазом: Сверление твёрдых материалов, стекла, керамики, камней.

Операции сверления производятся на следующих станках:
- Вертикально-сверлильные станки: Сверление — основная операция.
- Горизонтально-сверлильные станки: Сверление — основная операция.
- Вертикально-расточные станки: Сверление — вспомогательная операция.
- Горизонтально-расточные станки: Сверление — вспомогательная операция.
- Вертикально-фрезерные станки: Сверление — вспомогательная операция.
- Горизонтально-фрезерные станки: Сверление — вспомогательная операция.
- Универсально-фрезерные станки: Сверление — вспомогательная операция.
- Токарные станки: Сверло неподвижно, а обрабатываемая заготовка вращается.
- Токарно-затыловочные станки: Сверление — вспомогательная операция. Сверло неподвижно.
- Агрегатном станке.
- Токарно-револьверные станки: Сверление — вспомогательная операция. Сверло может быть неподвижно (статический блок) или вращаться (приводной блок)

И на ручном оборудовании:
- Механические дрели: Сверление с использованием мускульной силы человека.
- Электрические дрели: Сверление на монтаже переносным электроинструментом (в том числе ударно-поворотное сверление).
- перфораторы

Для облегчения процессов резания материалов применяют следующие меры:
- Охлаждение: Смазочно-охлаждающие жидкости и газы(вода, эмульсии, олеиновая кислота, углекислый газ, графит и др.)
- Ультразвук: Ультразвуковые вибрации сверла увеличивают производительность и дробление стружки.
- Подогрев: Подогревом ослабляют твёрдость труднообрабатываемых материалов.
- Удар: При ударно-поворотном сверлении (бурении) камня, бетона.

## Виды сверления
- Сверление цилиндрических отверстий.
- Сверление многогранных и овальных отверстий.
- Рассверливание цилиндрических отверстий (увеличение диаметра).
- Центровка: высверливание небольшого количества материала для позиционирования другого сверла (например, при глубоком сверлении) или для фиксирования детали задним центром.
- Глубокое сверление: Сверление на глубину 5 и более диаметров отверстия. Часто требует специальных технических решений.

## Охлаждение при сверлении

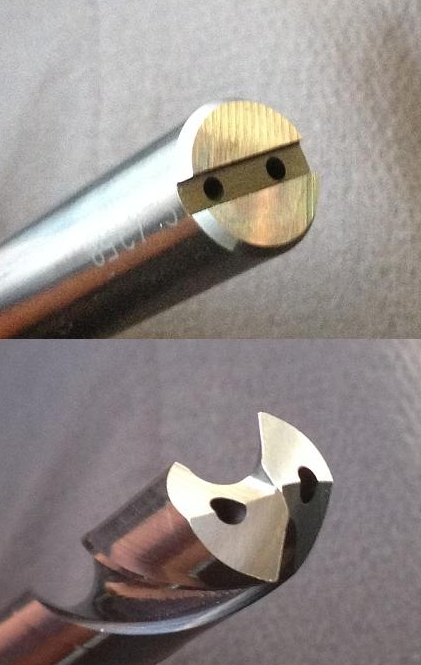

Большой проблемой при сверлении является сильный разогрев сверла и обрабатываемого материала из-за трения. В месте сверления температура может достигать нескольких сотен градусов Цельсия.
При сильном разогреве материал может начать гореть или плавиться. Многие стали при сильном разогреве теряют твердость, в результате режущие кромки стальных свёрл быстрее изнашиваются, из-за чего трение только усиливается, что в итоге приводит к быстрому выходу свёрл из строя и резкому снижению эффективности сверления. Аналогично, при использовании твердосплавного сверла или сверла со сменными пластинами, твердый сплав при перегреве теряет твердость, и начинается пластическая деформация режущей кромки, что является нежелательным типом износа.
Для борьбы с разогревом применяют охлаждение с помощью охлаждающих эмульсий или смазочно-охлаждающих жидкостей (СОЖ). При сверлении на станке часто возможно организовать подачу жидкости непосредственно к месту сверления. Подача охлаждающей жидкости также может осуществляться через каналы в самом сверле, если это позволяет станок. Такие каналы делаются во многих цельных сверлах и во всех корпусных. Внутренняя подача СОЖ необходима при сверлении глубоких отверстий (глубиной 10 и более диаметров). При этом важно не столько охлаждение, сколько удаление стружки. Давление СОЖ вымывает стружку из зоны резания, что позволяет избежать её пакетирования или повторного резания. Если в таком случае невозможно организовать подачу СОЖ, то приходится осуществлять сверление с периодическими выводами сверла для удаления стружки. Такой метод крайне непроизводителен.
При сверлении ручным инструментом сверление время от времени прерывают и окунают сверло в ёмкость с жидкостью (чем ниже её теплоёмкость и больше тепло-проводимость тем лучше пройдёт охлаждение сверла).